# آخرین نفر (فیلم ۱۹۵۵)
آخرین نفر (انگلیسی: The Last Man) فیلمی درام است که در سال ۱۹۵۵ منتشر شد. از بازیگران آن می‌توان به رومی اشنایدر و رودولف فورستر اشاره کرد.